# Ascenseur pour l'échafaud
Pour les articles homonymes, voir Ascenseur (homonymie) et Ascenseur pour l'échafaud (album).
Pour plus de détails, voir Fiche technique et Distribution.
Ascenseur pour l'échafaud est un film dramatique français en noir et blanc sorti en 1958, réalisé par Louis Malle et tiré du roman du même nom de Noël Calef paru en 1956. Ce film noir est considéré comme l'un des premiers longs métrages de la Nouvelle Vague, et la bande-son créée par Miles Davis y tient un rôle important.

## Synopsis

### Bref synopsis
Le film se déroule à Paris. Un ancien officier parachutiste de la Légion étrangère ayant servi en Indochine, Julien Tavernier, accomplit ce qu'il pense être un crime parfait : il assassine son patron Simon Carala dans son bureau, logistiquement aidé par l'épouse de ce dernier, Florence Carala, dont il est l'amant. Voulant supprimer un indice compromettant laissé sur les lieux du crime, il retourne dans le bâtiment mais est bloqué dans l'ascenseur quand le gardien coupe le courant. Florence le recherche en vain toute la nuit. Entre-temps, un jeune malfrat, Louis, a volé la voiture de Julien pour épater Véronique, sa petite amie fleuriste. Leur virée nocturne les conduit jusqu'à un motel, où Louis endosse l'identité de Tavernier mais abat, paniqué, un couple de touristes allemands, les Bencker, à l'aide du pistolet trouvé dans la voiture. Pendant ce temps, Julien Tavernier tente sans succès de s'extraire de l'ascenseur. Il n'en est libéré qu'au petit matin, quand le courant est rétabli car la police a investi les lieux. Pris pour l'assassin des Allemands, Tavernier est arrêté. Les policiers sont d'autant moins enclins à croire à son innocence qu'il ne peut naturellement avouer qu'il a passé la nuit dans l'ascenseur après avoir assassiné son patron. Mais grâce aux pellicules développées de l'appareil photo de Tavernier, la vérité éclate. Louis est arrêté pour le meurtre des Bencker. La complicité criminelle de Julien Tavernier et Florence Carala est démasquée ; leur peine sera lourde, surtout pour elle.

### Synopsis détaillé
À Paris, Florence, épouse de Simon Carala, riche industriel, est éprise du séduisant Julien Tavernier. Après avoir combattu en Indochine, cet ancien officier parachutiste travaille comme négociateur commercial chez Carala.  
Florence et Julien souhaitent se débarrasser du mari gênant. 
Un samedi soir, resté tard au bureau, Julien, grâce à une corde nouée à un grappin jeté sur le garde-corps de la terrasse, se propulse jusqu'au dernier étage, celui de la direction. Il abat discrètement son patron avec le revolver de celui-ci, que lui a procuré Florence, maquille la scène en suicide, puis quitte les lieux en même temps que la standardiste et le gardien de l'immeuble, qui n'ont rien remarqué. Mais, au moment de partir au volant de sa Chevrolet décapotable garée tout près, il aperçoit la corde pendue à la façade qu'il a oublié de retirer. Il retourne aussitôt dans l'immeuble pour supprimer cet indice compromettant. Dans sa hâte, il laisse la clef de contact et le moteur en marche ainsi que son imperméable qui contient son revolver et son appareil photo miniature.
La scène a été vue par Véronique, la jeune vendeuse du magasin de fleurs voisin des bureaux de Caralla - qui connaît de vue Tavernier, qu'elle admire et dont elle est secrètement amoureuse - et Louis, son petit ami, un jeune voyou. 
Le gardien coupe le courant avant de fermer le bâtiment jusqu'au lundi. Julien se retrouve coincé dans la cabine d'ascenseur entre deux étages. Malgré ses efforts, il ne parvient pas à s'en extraire.
Pendant ce temps, pour frimer et impressionner Véronique, Louis se met au volant de la voiture de Julien. Véronique, d'abord réticente, monte avec lui. Florence Carala attend son amant dans un café. Elle voit passer la Chevrolet et y aperçoit Véronique. Comme elle n'a pas vu le conducteur, elle en déduit à tort que Julien s'est enfui avec la jeune fille. Étonnée et dépitée mais toujours amoureuse, elle erre toute la nuit à sa recherche. 
Louis et Véronique empruntent une autoroute pour y tester ce bolide. Ils s'arrêtent à Trappes dans un motel. À la réception, pour éviter des ennuis à Louis, recherché pour délits mineurs, Véronique enregistre, non sans une satisfaction cachée, leur couple sous le nom de « Monsieur et Madame Julien Tavernier ». Ils nouent connaissance avec Horst et Frida Bencker, d'aimables touristes allemands avec qui ils viennent de faire une course automobile. Lors de la soirée alcoolisée qui s'ensuit, Frida prend des clichés de Louis et de son mari avec l'appareil photo miniature de Julien Tavernier, dont il reste trois prises de vue.
Au petit matin, Louis, inquiet, décide de s'éclipser. Il essaie sans succès de s'enfuir avec la Mercedes-Benz de M. Bencker. Ce dernier surgit, amusé, et Louis prend pour une arme à feu ce qui n'est qu'un tube à cigare. Paniqué, Louis abat les deux Allemands avec le revolver de Tavernier. 
Les jeunes gens regagnent Paris en hâte et se cachent chez Véronique, une chambre de bonne rue de Grenelle. Convaincue que le crime leur sera attribué et que le jeune couple sera séparé dans une prison, cette dernière persuade Louis de se suicider avec elle, en absorbant du Gardénal, un puissant somnifère.
Les corps des Bencker sont découverts, ainsi que la voiture, l'arme et l'imperméable de Julien. Ce dernier devient le principal suspect du double crime et son portrait s'affiche à la une des journaux. La police, qui le recherche, perquisitionne les bureaux de Carala, où le gardien a rétabli le courant. L'ascenseur fonctionnant de nouveau, Julien s'échappe incognito. Mais, attablé dans un café, il est reconnu et arrêté. Les policiers découvrent le corps de Simon Carala et concluent à un suicide. Mais ils accusent Julien - qui ne peut évidemment fournir d'alibi - du meurtre des Bencker.
Florence veut prouver l'innocence de son amant. Après avoir interrogé la patronne de Véronique et obtenu son adresse, elle arrive chez la jeune femme à Grenelle. Les jeunes gens ayant pris trop de somnifères, leur tentative de suicide a échoué. Elle les accuse du meurtre des Allemands, les enferme à clef et appelle anonymement la police. 
Véronique se souvient alors de la pellicule compromettante, dont elle a demandé le développement. Louis s'échappe grâce à un double de clef. Il file à moto jusqu'au laboratoire-photo du motel. Florence Carala, qui l'a aperçu quittant l'immeuble de Véronique, l'y suit en voiture. Sur place, on finit de développer la pellicule où apparaissent Louis, Véronique et M. Bencker. Les policiers reconnaissent Louis qui se présente au développeur photographique et l'arrêtent. 
Quant à Florence Carala, elle apparaît sur les premières photographies de la pellicule, en compagnie de Julien et la complicité criminelle des deux amants est ainsi révélée. Florence Carala évite à Julien Tavernier la peine capitale. Il sera condamné à dix ans, peut-être ramené à cinq ans pour bonne conduite. Mais, selon le commissaire de police chargé de l'enquête, la sienne sera bien plus lourde, car elle sera considérée comme l'instigatrice du crime : dix ans, peut-être même vingt. Elle imagine son sort et réalise qu'elle sera bien vieille quand elle pourra retrouver son amant...

## Fiche technique
- Titre : Ascenseur pour l'échafaud
- Réalisation : Louis Malle
- Conseiller technique : Jean-Paul Sassy
- Scénario : Louis Malle et Roger Nimier, d'après le roman Ascenseur pour l'échafaud de Noël Calef, paru à la Librairie Arthème Fayard, 1956 (réédité par Le Livre de poche (no 1415), 1978)
- Dialogues : Roger Nimier
- Préadaptation : Noël Calef
- Assistants réalisateur : Alain Cavalier, François Leterrier
- Décors : Rino Mondellini, Jean Mandaroux, assistés de Pierre Guffroy
- Accessoiriste : Jacques Martin
- Photographie : Henri Decae, assisté de Jean Rabier
- Opérateur : André Villard
- Son : Raymond Gauguier
- Montage : Léonide Azar
- Musique : Miles Davis, interprétée par Miles Davis (trompette), Barney Wilen (saxophone ténor), René Urtreger (piano), Pierre Michelot (contrebasse), Kenny Clarke (batterie)
- Maquillage : Boris de Fast
- Photographes de plateau : Jean-Louis Castelli, Vincent Rossell
- Scripte : Francine Corteggiani
- Régisseur : Hubert Mérial
- Affichiste : Clément Hurel
- Production : Jean Thuillier
- Société de production : Nouvelles Éditions de Films
- Directeur de production : Irénée Leriche
- Distribution : Lux Compagnie Cinématographique de France
- Distribution VHS France : Fil à Film (Collection Les Films de ma Vie)
- Tournage du 23 septembre au 15 novembre 1957
- Copyright : Nouvelles Éditions de Films
- Pellicule 35 mm, noir et blanc, son mono, 1,37:1 procédé sphérique, projeté en 1,66:1 lors de son exploitation
- Pays de production :  France
- Genre : drame
- Durée : 91 minutes
- Métrage : 2 500 m
- Date de sortie :
  - France : 29 janvier 1958 (Paris), 9 novembre 2022 (reprise en salles en France)[3]

## Distribution
- Jeanne Moreau : Florence Carala
- Maurice Ronet : Julien Tavernier, employé de Simon Carala et amant de sa femme Florence
- Georges Poujouly : Louis
- Yori Bertin : Véronique, la jeune fleuriste
- Lino Ventura : le commissaire Cherrier
- Iván Petrovich : Horst Bencker, le touriste allemand
- Jean Wall : Simon Carala
- Elga Andersen : Frieda Bencker
- Félix Marten : Christian Subervie, ami « imbibé » de Julien
- Gérard Darrieu: Maurice, le gardien d'immeuble du consortium Carala
- Micheline Bona : Geneviève, la standardiste du consortium Carala
- Hubert Deschamps : le substitut du procureur
- Marcel Cuvelier : le réceptionniste du motel
- Charles Denner : l'inspecteur qui interroge Tavernier
- François Joux : le commissaire
- Marcel Journet : le président du conseil d'administration
- Jean-Claude Brialy : un client joueur d'échecs au motel  (non crédité)
- Sylviane Aisenstein : Yvonne, la fille du bar, amie de Christian
- Gisèle Grandpré : Jacqueline Mauclair
- Jacques Hilling : le vendeur de voitures
- Jacqueline Staup : la barmaid du « Royal Camée »
- Nicolas Bataille : un consommateur à la brasserie
- Alice Reichen : la fleuriste
- Lucien Desagneaux : un journaliste
- Marcel Bernier : un policier du commissariat
- Roger Jacquet : Gaston, un serveur du « Royal Camée »
- Pierre Frag : un consommateur à la brasserie
- Jimmy Perrys : un consommateur
- Christian Brocard : un consommateur
- Robert Balpo : un consommateur
- Olivier Darrieux : le chauffeur
- Guy-Henry : un inspecteur
- et quelques comédiens du théâtre de la Huchette venus faire de la figuration bénévolement.

## Musique du film
La musique de Miles Davis contribue pour beaucoup à l'ambiance du film. Lui-même à la trompette, il a improvisé avec ses musiciens (Barney Wilen au saxophone ténor, René Urtreger au piano, Pierre Michelot à la contrebasse, Kenny Clarke à la batterie) en regardant les images du film, et l'a enregistrée en une seule séance dans la nuit du 4 au 5 décembre 1957,. 
La bande-son a depuis lors été régulièrement rééditée. À l'origine, Louis Malle aurait proposé à Germaine Tailleferre de composer la bande-son.

## Récompenses
- Prix Louis-Delluc 1957
- Grand Prix du disque de l'Académie Charles-Cros décerné au disque de la bande originale